# Wrapped in Red (singolo)
Wrapped in Red è un singolo della cantante statunitense Kelly Clarkson, pubblicato nel 2014 ed estratto dall'omonimo album natalizio uscito nel 2013.

## Descrizione
La canzone è stata scritta da Kelly Clarkson, Ashley Arrison, Aben Eubanks e Shane McAnally e prodotta da Greg Kurstin. È una delle cinque canzoni originali registrate per l'album omonimo; le altre quattro sono Underneath the Tree, Every Christmas, Winter Dreams e 4 Carats, tutte prodotte da Greg Kurstin, che ha rivelato che è stato ispirato da una scena del lungometraggio natalizio Love Actually - L'amore davvero, in cui uno dei suoi personaggi, Mark (interpretato da Andrew Lincoln) confessa il suo amore non corrisposto verso Juliet (interpretato da Keira Knightley).  Durante la registrazione della canzone, Kurstin ha usato la tecnica Wall of Sound di Phil Spector, oltre ad aggiungere campanelle per far risuonare il suono soul.
Il titolo deriva dalla sensazione di essere avvolti dal colore rosso, che, oltre ad essere un colore associato al Natale, esprime anche una moltitudine di emozioni, come l'amore, il dolore e la bellezza.

## Accoglienza
Il brano ha ricevuto un riscontro positivo dalla critica musicale, che ne ha elogiato l'omaggio al famoso Wall of Sound e alla performance vocale della Clarkson.  Jon Sobel del Seattle Post-Intelligencer l'ha accolto come uno dei due brani più forti dell'album per avere un potenziale di popolarità duraturo e l'ha descritto come "il singolo che più mette in mostra la forza emotiva della capacità canora della Clarkson". Sal Cinquemani della rivista Slant Magazine l'ha descritto come "dal sentimento retrò" e come una gradita aggiunta alle playlist classiche per il periodo natalizio. Lisa-Marie Ferla di The Arts Desk ha descritto il brano come un perfetto mix di campane da slitta, cliché festosi da innamorati e cori impetuosi per produrre qualcosa che avrebbe potuto essere scritto per la colonna sonora di Love Actually - L'amore davvero.
Nella sua recensione dell'album, Jon Caramanica del The New York Times ha descritto la canzone come la giusta combinazione di vintage e freschezza e l'ha considerata come la più vicina Clarkson può venire come l'unico artista pop con la possibilità di creare un classico moderno della festa sul modello di All I Want for Christmas Is You di Mariah Carey. Sarah Rodman del The Boston Globe l'ha descritto come "una delizia scintillante, con un bel sottofondo di malinconia familiare a chiunque conosca il sentimento della fine delle vacanze".

## Tracce
- Download digitale – Singolo

1. Wrapped in Red – 3:36

- Download digitale – Ruff Loaderz Remix – Singolo

1. Wrapped in Red (Ruff Loaderz Radio Mix) – 3:37
2. Wrapped in Red (Ruff Loaderz Extended Mix) – 6:33

## Classifiche
| Classifica (2013-2015)         | Posizione massima |
| ------------------------------ | ----------------- |
| Belgio (Fiandre)               | 56                |
| Canada Adult Contemporary      | 10                |
| Corea del Sud                  | 43                |
| Stati Uniti Adult Contemporary | 2                 |
| Stati Uniti Holiday Hot 100    | 5                 |